# Волтер Шира
Волтер Марти Шира млађи (енгл. Walter Marty Schirra Jr.), познатији као Воли Шира (енгл. Wally Schirra; Хакенсак, 12. март 1923 — Сан Дијего, 3. мај 2007), био је амерички морнарички пилот, инжењер ваздухопловне технике, астронаут. По завршетку Морнаричке академије САД, служио је као поморски официр током Другог светског рата и као морнарички борбени пилот током Корејског рата, а касније, у времену Хладног рата, као пробни пилот при Америчкој ратној морнарици. У априлу 1959. изабран је са још шест колега пробних пилота као члан групе Меркјури Седам, састављене од елитних пробних пилота које је одабрала НАСА да управљају експерименталном свемирском летелицом Меркјури и који су постали први амерички астронаути. Поред Шире, Меркјури Седам чинили су и Доналд Слејтон, Алан Шепард (први Американац у свемиру), Скот Карпентер, Џон Глен, Гас Грисом и Гордон Купер. Једини је амерички астронаут у историји који је летео на мисијама сва три почетна НАСА космичка програма — Меркјури, Џемини и Аполо. 

## Биографија

### Рана младост, образовање и војна служба
Шира је рођен у Хакенсаку, Њу Џерзи, 12. марта 1923. године, као син Волтера Мартија старијег (1893—1973) и Флоренс Шилито Шира (рођене Лич; 1898—1982). Од 15. године је управљао очевим авионом, који је био ветеран Првог светског рата. Био је активан у Младим извиђачима САД, и завредео чин First Class Scout. Након завршетка основне школе 1936. године, уписује средњу школу Двајт Мороу, коју је завршио 1940. године и отишао на студије на Инжењерски колеџ у Њуарку (данас познат као Технолошки институт Њу Џерзи), да би 1942. био примљен на Америчку морнаричку академију у Анаполису, на којој је дипломирао као инжењер ваздухопловне технике јуна 1945. године. Након тога, служио је пред крај рата као поморски официр, а потом послат на летачку обуку коју је успешно завршио 1948. године.
Неколико година је служио као пилот, да би 1951. био послат на размену у Америчко ратно ваздухопловство за борбе у Корејском рату. Учествовао је у 90 борбених мисија до 1952. године, оборио једног МиГ-15 и два оштетио. Након тога је отишао у пробне пилоте и окончао елитну школу за пробне пилоте при Америчкој ратној морнарици у Пакс Риверу, Мериленд. У пролеће 1959. изабран је као један од седам Меркјури астронаута.
Током каријере је забележио преко 4.577 часова лета на разним типовима авиона, и 267 слетања на носач авиона.

### Астронаут
Након селекције, започета је тешка обука за будуће космичке летове. Шира је први пут полетео у октобру 1962. на Сигма 7 лету, претходно служећи као резерва Скоту Карпентеру на Аурори 7. После успешног лета, доказао је руководству НАСА да се на њега може озбиљно рачунати и у наставку свемирске трке, па је, након позиције резервног командног пилота на мисији Џемини 3, постао је командни пилот Џеминија 6А, и у децембру 1965. године ушао у историју као први човек који је извео космички рандеву, тј. приближио у лету своју летелицу другој, што је био један од важних корака у формирању стратегије одласка на Месец.
Но, након незгоде на Аполу 1, амерички космички програм је пролонгиран, а он је постављен за команданта рискантног Апола 7. Октобар 1968, и период праћен бурним дешавањима у Вијетнаму, те је америчку јавност било потребно смирити. То ће дефинитивно уследити успехом мисије Аполо 8, док је Шира изванредно командовао Аполом 7, и извршио лет толико успешан да је лет на Месец постао сасвим известан већ у години која је долазила. Такође, Шира и његова посада, пилот командног модула Дон Ф. Ајзли и пилот лунарног модула Волтер Канингем, ушли су у историју и по првом успешном ТВ преносу из свемира, за шта је завређена и награда Еми. Ипак, искри између Шире и Контроле мисије на Земљи је било због неслагања око распореда током мисије, а након Ширине прехладе ствари су се погоршале. Чак ју је пренео Ајзлију. Ипак, на крају је све срећно завршено, а ниједан од тројице астронаута није поново летео у свемир, мада је Шира већ пре лета најавио повлачење. У свемиру је провео 12 дана, највише од свих Меркјури астронаута. Последње задужење као астронаута било је да закључи истрагу око пада експерименталне летелице којом је Нил Армстронг управљао маја 1968. Утврдио је да је узрок пада механички квар и предложио да се летелица суспендује из тренажног процеса. Пензионисао се 1. јула 1969. године у чину капетана.

### Приватни сектор
Након повлачења из НАСА и Морнарице, каријеру је провео на неколицини руководећих позиција у приватном сектору у области астронаутике, ваздухопловства и привреде. Од 1969. до 1972. радио је као стручни консултант Волтеру Кронкајту на CBS-у, током мисија слетања на Месец. Седео је и у неколико управних одбора, учествовао на разним конференцијама посвећеним истраживању свемира и држао говоре по школама и универзитетима, а од 1984. је био део Фондације Меркјури Седам, која се бавила прикупљањем новца за младе наде и студенте у сфери науке и инжењерства. Члан је неколико кућа славних и носилац бројних друштвених признања, цивилних и војних одликовања.

### Приватни живот и смрт
Шира се у фебруару 1946. оженио са Жозефином Фрејзер (1924—2015), са којом је имао двоје деце: сина Волтера III, рођеног 1950. и кћи Елизабет, рођену 1957. Преминуо је са 84 године живота, 3. маја 2007. од последица инфаркта током лечења стомачног рака. У складу са поморском традицијом, кремиран је и пепео му је посут у Пацифик.

## Галерија
- Волтер Шира у кокпиту Ф-84 тандерџета, током рата у Кореји, 1951. године
- Волтер Шира (други здесна) са авионом Макдонел Ф3Х-2 Демон, 1958. године
- Волтер Шира поред авиона,
 крај 1950-их—почетак 1960-их
- Волтер Шира као астронаут НАСА, крај 1950-их—почетак 1960-их
- Волтер Шира у Меркјури оделу, почетак 1960-их
- Волтер Шира као командни пилот Џеминија 6А, 1965. године
- Волтер Шира као командант Апола 7, 1968. године
- Волтер Шира предводи посаду Апола 7, 1968. године
- Волтер Шира током мисије Аполо 7, 1968. године
- Волтер Шира (држи пенкало) у Белој кући, са посадама Апола 7 и Апола 8, 1968. године
- Волтер Шира држи говор, 2005. године
- Погреб на мору, 2008. године
- Сертификат аутентичности, потпис Волтера Шире, Рибеирао Прето, Бразил, 2014. година